# ويليام دوفال
ويليام دوفال هو لاعب هوكي الجليد كندي، ولد في 3 أغسطس 1877 في أوتاوا في كندا، وتوفي في 7 يونيو 1905.